# Павшино (Україна)
Па́вшино — село у Мукачівській міській громаді Мукачівського району Закарпатської області України.

## Назва
У 1995 р. назву села Павшин було змінено на одну літеру.

## Історія
Найменування села Павшино відоме приблизно з 1750 року, а раніше це поселення називалось Posahaza. Його населяли переважно німці-колоністи, яких сюди заселили у XVIII столітті місцеві земельні власники німецької династії Шенборнів.
У 1749 році тут поселилися сім'ї із Бамберга. Сюди почали приїздити ремісники, здебільшого «шлосери». Щоб доїхати на лісисте Закарпаття в час, коли найшвидшим транспортом були поштові кінні екіпажі, доводилося пережити справжню драму. Єдиним та найзручнішим для них способом пересування були… річки. Заохочувані мандрувати до маєтків Шенборнів, німці продавали своє майно, залишали лише найнеобхідніше, а за отримані гроші будували «боат», тобто саморобний човен, що більше схожий на пліт. Вантажили туди свої речі — і так спускалися по Дунаю… до Відня. Там їм платили за переселення — гульден «на голову». Це золота монета, якою із XIV століття розраховувалися в Німеччині. Якщо сім'я була багатодітною, то давали три.
Наприкінці XVII — на початку XVIII століть тут збудували дерев'яний костел для німецьких поселенців, який простояв дві сотні років. У 1901 році у Павшині було споруджено сучасний мурований храм коштом парафіян замість знесеного дерев'яного. У 1989 році відбулась внутрішня та зовнішня реконструкція святині.
Парафію обслуговують дієцезіальні священники, працюють черниці згромадження Сестер св. Йосифа де Сен-Марк, які мають свій монастир у парафіяльному будинку для жінок похилого віку.

## Населення
Згідно з переписом УРСР 1989 року чисельність наявного населення села становила 1119 осіб, з яких 517 чоловіків та 602 жінки.
За переписом населення України 2001 року в селі мешкали 862 особи.

### Мова
Розподіл населення за рідною мовою за даними перепису 2001 року:
| Мова       | Відсоток |
| ---------- | -------- |
| українська | 49,52 %  |
| німецька   | 34,25 %  |
| угорська   | 13,60 %  |
| російська  | 2,27 %   |
| циганська  | 0,24 %   |

## Німецький культурний центр
Громадська організація  створена у 2003 році.
Метою та завданням громадської організації є обєднання німців, які проживають на території Закарпаття. Особлива увага приділяється розвитку мови серед молодого покоління німецьких національних меншин, збереженню і підтримці національних німецьких традицій.
Громадська організація "Німецький культурний центр" входить до складу Асоціації німців України, яка забезпечує організацію, певну підтримку у матеріальному, соціальному та оздоровчому плані.

## Туристичне місце
- Храм Св. Хреста.
- Монастир Сестер св. Йосифа де Сен-Марк.
- Панорамний вид на замок "Паланок".